# Abtei Saint-Remi (Reims)

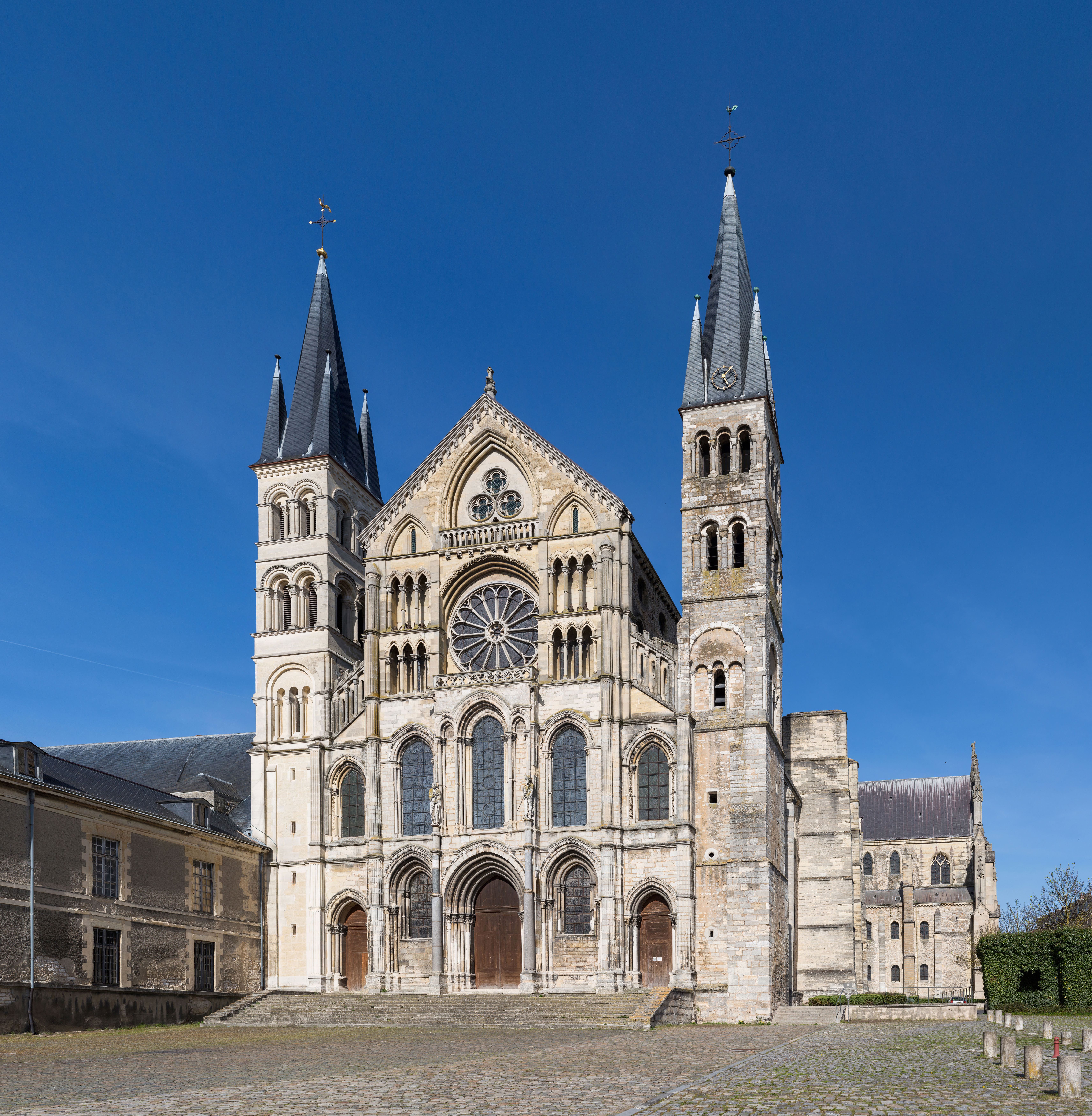
Abtei Saint-Remi

In der ehemals königlichen Abtei Saint-Remi (französisch Abbaye Saint-Remi) wurde jahrhundertelang das heilige Öl zur Salbung der französischen Könige bei der Krönung aufbewahrt. Sie enthält heute das städtische historische Museum von Reims und wurde 1991 von der UNESCO zum Weltkulturerbe ernannt.

## Geschichte

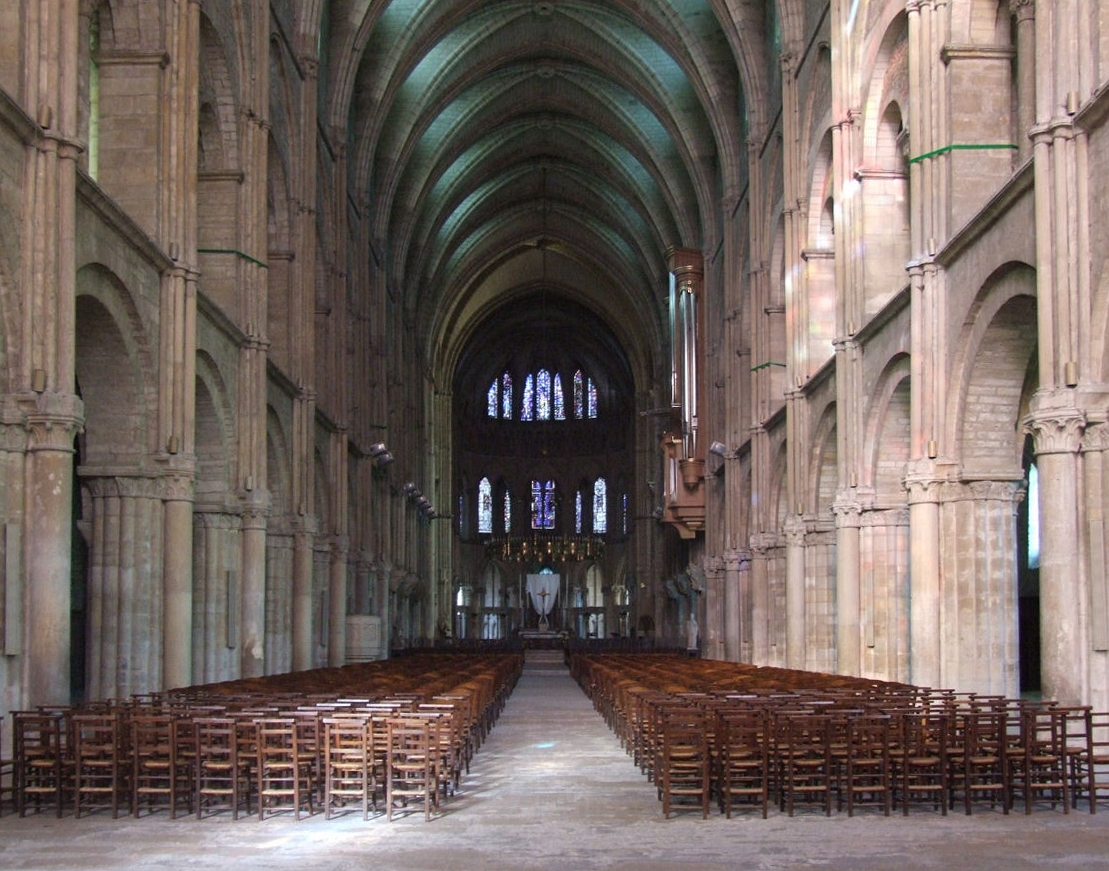
Innenübersicht

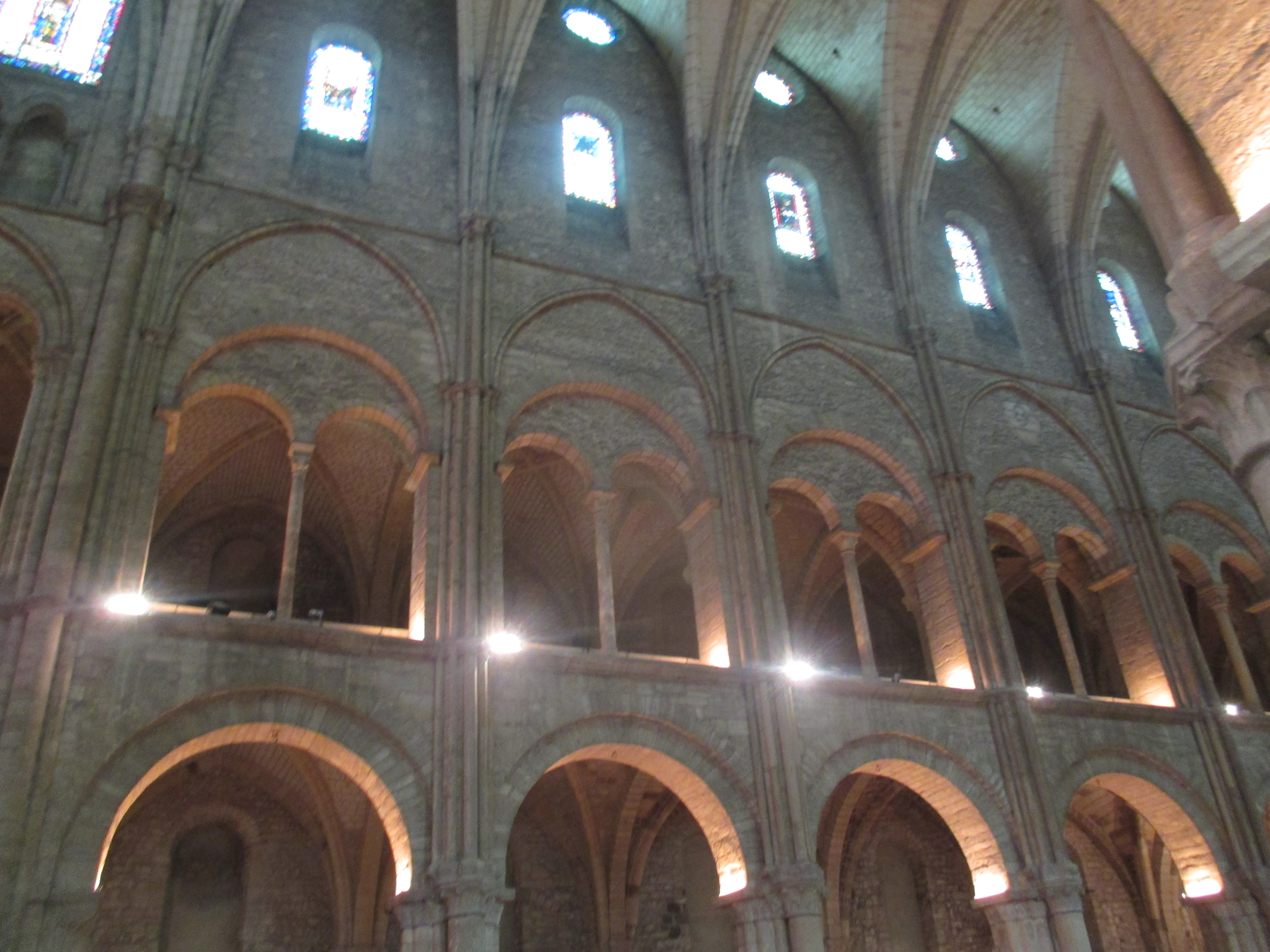
Wandaufriss des Langhauses

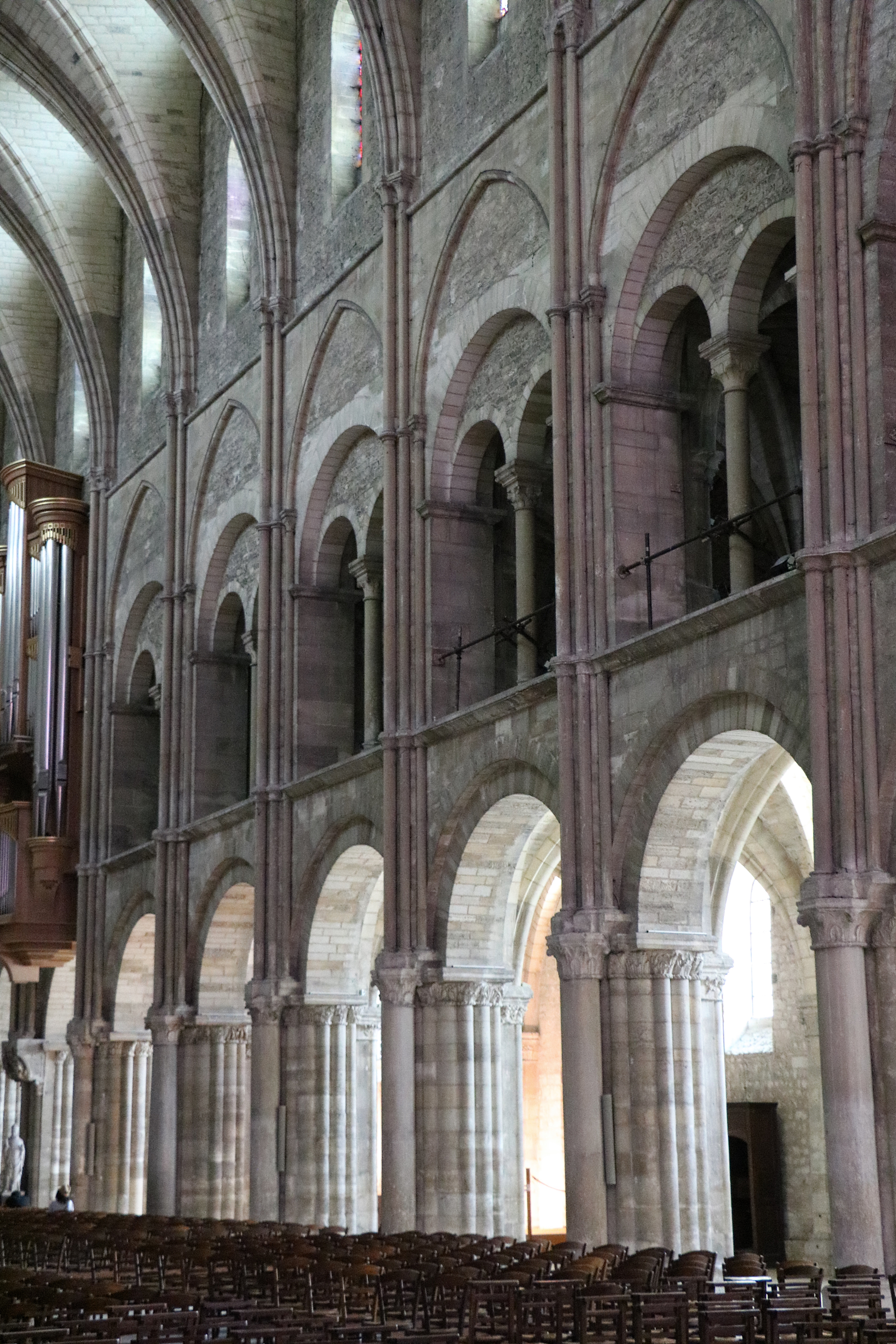
Pfeiler und Gewölbevorlagen des Langhauses

Seit dem 7. Jahrhundert bildete sich am Grab des heiligen Remigius († 533) eine religiöse Gemeinschaft. Am Ende des 8. Jahrhunderts übernahm den Platz eine Gruppe von Mönchen, die unter Erzbischof Tilpin um 790 die Ordensregeln der Benediktiner annahmen. 930 wurde das Kloster stark befestigt, um gegen die Einfälle von Normannen und Ungarn geschützt zu sein. Ab 945 schloss sich das Kloster unter Erzbischof Hugo von Vermandois der Reformbewegung von Cluny an.
Ab dem 17. Jahrhundert wurden die Abteigebäude schrittweise durch Neubauten im Barockstil ersetzt. Erzbischof Charles Maurice Le Tellier erteilte den Bauauftrag an den Architekten Jean Bonhomme. Als letztes entstand zwischen 1709 und 1730 ein neuer Kreuzgang. Die Kirche blieb hingegen unverändert. In der Nacht vom 15. auf den 16. Januar 1774 wurden große Teile der Konventsgebäude ein Raub der Flammen, wurden aber im klassizistischen Stil wieder aufgebaut.
In der französischen Revolution wurde das Kloster 1792 aufgehoben und die Mönche vertrieben. In den Konventsgebäuden wurde zunächst bis 1816 ein Militärhospital untergebracht, danach das städtische Krankenhaus.
Siehe auch: Liste der Äbte von Saint-Remi in Reims

## Konventsgebäude
Nach dem Brand von 1774 wurden sie durch den Hofarchitekten Louis Duroché im klassizistischen Stil wieder aufgebaut. Er war vor allem für die heutige Fassade der Abtei verantwortlich. Bei den Umbauten im 18. Jahrhundert blieben noch der Kapitelsaal und das Sprechzimmer (Parlatorium) im gotischen Stil erhalten.
Nach dem Zweiten Weltkrieg entstand die Idee, in dem Gebäude ein städtisches Museum zu errichten. Es wurde dann im August 1978 eröffnet und enthält unter anderem eine archäologische Sammlung vor allem der römischen Zeit im ehemaligen Refektorium und der Küche des 18. Jh. Schwerpunkte der Sammlung sind ferner Zeugnisse aus der Geschichte der Stadt und der Abtei, wie z. B. eine Serie von Wandteppichen aus dem 16. Jh., die Szenen aus dem Leben des heiligen Remigius zeigt. Sie war eine Auftragsarbeit des Erzbischofs Robert II. de Lénoncourt.

## Abteikirche

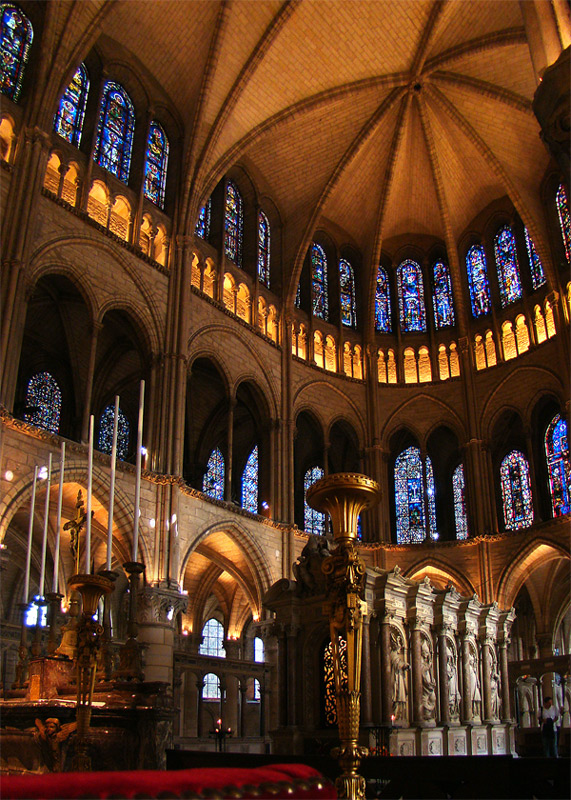
Frühgotischer Chor

Die Abteikirche entstand über dem (legendären) Grab des heiligen Remigius und war Grabkirche vieler Erzbischöfe und einiger fränkischer bzw. französischer Könige, darunter Karlmann I. († 771), Ludwig IV. († 954) und Lothar († 986).
1049 wurde ein Neubau der Abteikirche durch Papst Leo IX. geweiht. Nach einem Brand 1098, der die Kirche teilweise zerstörte, wurde sie im 12. Jahrhundert unter Abt Odon nochmals vergrößert und verschönert. 
Die Doppelturmfassade wird von 56 m hohen Türmen eingerahmt, wobei der südliche noch aus dem 11. Jh. stammt, der nördliche bei Restaurierungen im 19. Jahrhundert dazu kam. Im Ersten Weltkrieg wurde das Gewölbe der Kirche zerstört. Der Wiederaufbau dauerte 40 Jahre bis 1958. Das schmucklose Langhaus ist 122 Meter lang und nur 26 Meter breit. Das Chorhaupt umgibt ein Chorumgang mit einem Kapellenkranz. Die Kirche war zunächst flachgedeckt und wurde erst später eingewölbt, was auch heute noch an den Mauerübergängen und den unterschiedlichen Steinen zu erkennen ist. Das Kirchenschiff wirkt dadurch ein wenig gedrungen.
Im Langhausmittelschiff sind die Arkaden sowohl zu den Seitenschiffen als auch zu den Emporen (dort als Biforien ausgeführt) romanisch rundbogig, ebenso die Obergadenfenster. Bei der gotischen Einwölbung wurden vor die Bündelpfeiler der romanischen Seitenschiffsarkaden Säulen gestellt. Auf deren Kapitellen in Höhe der Arkadenkämpfer beginnen jeweils fünf Rundstäbe. Die drei mittleren dienen als Vorlagen der Gurtbögen und Diagonalrippen der gotischen Gewölbe, die seitlichen tragen Spitzbögen, die oberhalb der Emporenarkaden der alten Wand vorgelagert sind. In dem die Obergaden über den aufrechten Rundbogenfenster noch Rundfenster haben, ist hier der Wandaufriss streng genommen auch schon vierzogig.
Der Chor gehört einheitlich der Frühgotik an und hat einen vierzonigen Wandaufbau mit Chorumgang, Empore, Triforium und Obergaden.

### Orgel

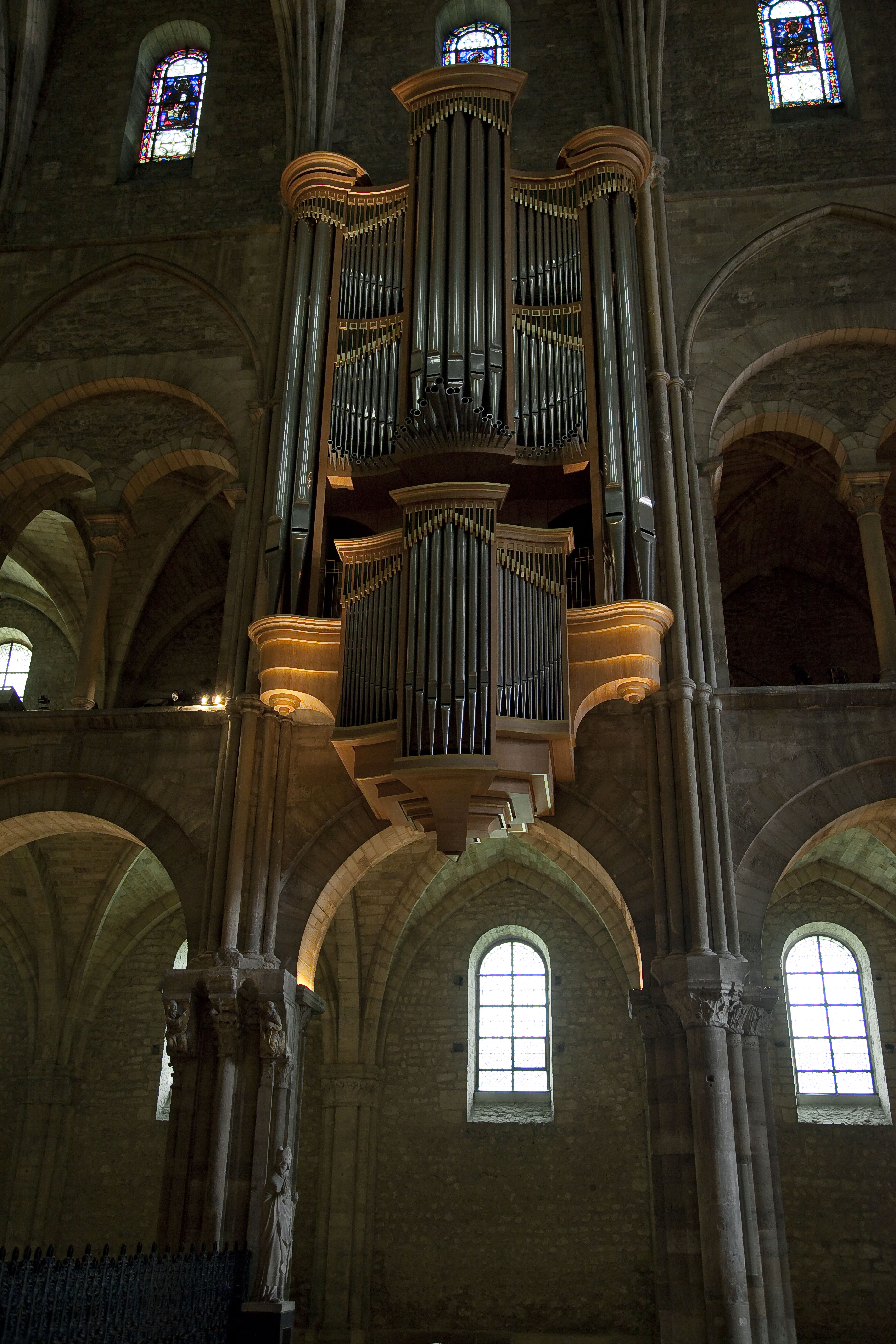
Orgel der Abteikirche

Die Orgel der Abteikirche wurde in den Jahren 1991 bis 2000 erbaut. Das Instrument hat 45 Register (darunter eine Transmission) auf drei Manualwerken und Pedal. Die Spieltrakturen sind mechanisch, die Registertrakturen sind elektrisch. Eine Besonderheit sind die Manualumfänge von Rückpositiv, Grand Orgue und Pedal, die mit dem Kontra-A, d. h. unterhalb des großen C beginnen.
| I Rückpositiv A1–a3 |                 |        |
| 1.                  | Montre          | 8′     |
| 2.                  | Bourdon         | 8′     |
| 3.                  | Prestant        | 4′     |
| 4.                  | Flûte allemande | 4′     |
| 5.                  | Doublette       | 2′     |
| 6.                  | Quarte          | 2′     |
| 7.                  | Nazard          | 2 ⁄3′  |
| 8.                  | Tierce          | 1 3⁄5′ |
| 9.                  | Plein Jeu V     |        |
| 10.                 | Cromorne        | 8′     |
|                     | Tremblant       |        |

| II Grand Orgue A1–a3 |                    |        |
| 11.                  | Montre             | 16′    |
| 12.                  | Montre             | 8′     |
| 13.                  | Bourdon            | 8′     |
| 14.                  | Prestant           | 4′     |
| 15.                  | Doublette          | 2′     |
| 16.                  | Quinte             | 2 ⁄3′  |
| 17.                  | Tiercelette        | 1 3⁄5′ |
| 18.                  | Fourniture IV–VIII |        |
| 19.                  | Mixture V          |        |
| 20.                  | Cornet V           |        |
| 21.                  | Douçaine           | 16′    |
| 22.                  | Trompette          | 8′     |
| 23.                  | Clairon            | 4′     |
|                      | En Chamade:        |        |
| 24.                  | Dessus Trompette   | 8′     |
| 25.                  | Basse Clairon      | 4′     |

| III Recit C–a3 |               |       |
| 26.            | Viole         | 8′    |
| 27.            | Bourdon       | 8′    |
| 28.            | Prestant      | 4′    |
| 29.            | Quintadine    | 4′    |
| 30.            | Doublette     | 2′    |
| 31.            | Quinte flûtée | 1 ⁄3′ |
| 32.            | Sifflet       | 1′    |
| 33.            | Cornet V      |       |
| 34.            | Cornetta VI   |       |
| 35.            | Trompette     | 8′    |
| 36.            | Voix humaine  | 8′    |
|                | Tremblant     |       |

| Pedal A1–f1 |                      |     |
| 37.         | Principal (= Nr. 11) | 16′ |
| 38.         | Soubasse             | 16′ |
| 39.         | Principal            | 8′  |
| 40.         | Flûte                | 8′  |
| 41.         | Flûte                | 16′ |
| 42.         | Octave               | 4′  |
| 43.         | Basson               | 16′ |
| 44.         | Trompette            | 8′  |
| 45.         | Clairon              | 4′  |

- Koppeln: I/II, III/II, II/III, I/P, II/P, III/P